# Batalion KOP „Wołożyn”

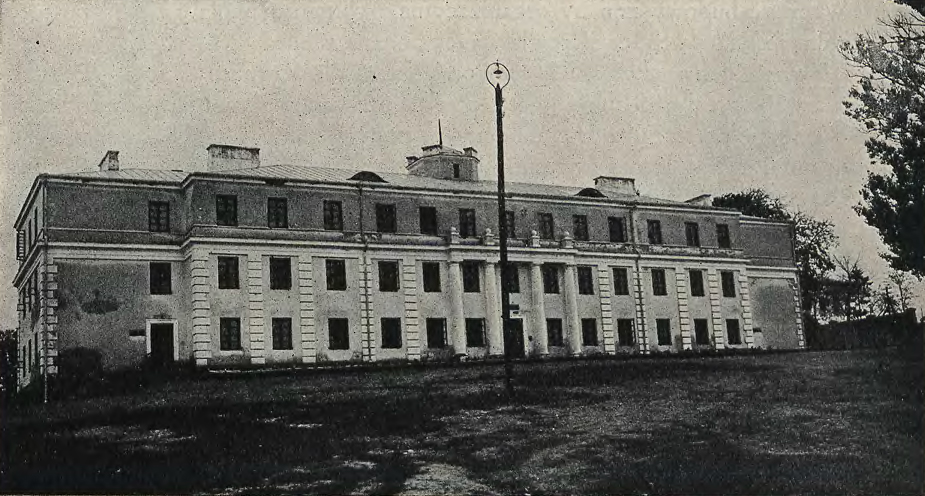
Dawny młyn w Wołożynie przebudowany na koszary odwodów batalionowych

Batalion KOP „Wołożyn” – odwodowy oddział piechoty Korpusu Ochrony Pogranicza.

## Formowanie i zmiany organizacyjne
Na posiedzeniu Politycznego Komitetu Rady Ministrów, w dniach 21-22 sierpnia 1924, zapadła decyzja powołania Korpusu Wojskowej Straży Granicznej. 12 września 1924 Ministerstwo Spraw Wojskowych wydało rozkaz wykonawczy w sprawie utworzenia Korpusu Ochrony Pogranicza, a 17 września instrukcję określającą jego strukturę. Jesienią 1927, w ramach czwartego etapu organizacji KOP, został sformowany 28 batalion odwodowy. Jednostką formującą był 77 pułk piechoty . Batalion składał się z trzech kompanii piechoty, plutonu łączności i plutonu ckm. Etatowo liczył 22 oficerów, 164 podoficerów i 501 szeregowców. Jednostka została podporządkowana dowódcy 3 Brygady Ochrony Pogranicza w Wilejce. Dowództwo batalionu stacjonowało w Wołożynie położonym na terenie ówczesnego województwa nowogródzkiego.
W 1929 pododdział został włączony w skład pułku KOP „Wołożyn” i przemianowany na 28 batalion odwodowy „Wołożyn”.
W tym czasie batalion na uzbrojeniu posiadał 817 karabinów Berthier wz.1916, 44 lekkich karabinów maszynowych Bergmann wz. 1915 i 8 ciężkich karabinów maszynowych Hotchkiss wz.1914.
Dwa lata później jednostka została przemianowana na batalion KOP „Wołożyn”.
Dla potrzeb batalionu rekruta szkolił I batalion piechoty 2 pułku piechoty Legionów ze Staszowa.
Po przeprowadzonej reorganizacji „R.2” w 1932 batalion składał się z dowództwa batalionu, plutonu łączności, kompanii karabinów maszynowych, kompanii szkolnej i trzech kompanii strzeleckich.
W listopadzie 1936 batalion etatowo liczył 22 oficerów, 64 podoficerów, 15 nadterminowych i 649 żołnierzy służby zasadniczej.
Rozkazem dowódcy KOP z 23 lutego 1937 została zapoczątkowana pierwsza faza reorganizacji Korpusu Ochrony Pogranicza „R.3”. Batalion otrzymał nowy etat. Był jednostką administracyjną dla dowództwa pułku KOP „Wołożyn”, posterunku żandarmerii przy pułku KOP „Wołożyn”, komendy powiatu pw KOP „Wołożyn” i stacji gołębi pocztowych KOP „Bogdanów”
Z dniem 15 maja 1939 batalion stał się oddziałem gospodarczym. Stanowisko kwatermistrza batalionu przemianowane zostało na stanowisko zastępcy dowódcy batalionu do spraw gospodarczych, płatnika na stanowisko oficera gospodarczego, zastępcy oficera materiałowego dla spraw uzbrojenia na zbrojmistrza, zastępcy oficera materiałowego dla spraw żywnościowych na oficera żywnościowego.

## Działania batalionu w 1939
Zmobilizowany w kwietniu 1939 batalion został skierowany w rejon Żywca. Batalion został włączony w struktury 1 Brygady Górskiej jako III batalion 2 pułku piechoty KOP, dzieląc losy innych jednostek Armii „Kraków”.
9 września 1939 część batalionu KOP „Wołożyn” pod dowództwem kpt. Piotra Tymkiewicza oraz 4 batalion forteczny por. Andrzeja Krawca stoczyły bój z nacierającymi na Kolbuszową oddziałami niemieckiej 2 Dywizji Pancernej. W czasie walk poległ między innymi por. Włodzimierz Dolecki.
Po odejściu batalionu włączonego do 1 Brygady Górskiej, garnizon i kadra jednostki w Wołożynie nie odtworzyła batalionu i skoncentrowała się na wsparciu organizacyjnym dla odtwarzanego batalionu „Iwieniec”.

## Żołnierze batalionu
Dowódcy batalionu
- mjr dypl. Stanisław III Sadowski (od VIII 1929[16] 5 XII 1929[17]  → wykładowca WSWoj.)
- mjr / ppłk piech. Franciszek Kubicki (31 III 1930[18][16] – XII 1931 → dowódca baonu KOP „Niemenczyn”)
- ppłk piech. Kazimierz Zygmunt Czarnecki (10 XII 1931 – 1932[16])
- mjr piech. Adam Obtułowicz (18 IV 1932 – 1933[16])
- mjr piech. Jan Lachowicz (27 VIII 1933[17]  – X 1935[16] → dowódca baonu KOP „Słobódka”)
- mjr piech. Tadeusz Żarek (X 1935 – VIII 1936[16] → dowódca baonu KOP „Czortków”)
- mjr piech. Jerzy Stanisław Dembowski (IX 1936 – 30 IV 1938[16] → dowódca baonu KOP „Czortków”)
- mjr piech. Mieczysław Sokołowski (30 IV 1938 – IX 1939[16])

## Struktura organizacyjna i obsada personalna
Organizacja batalionu odwodowego w 1937

Dowództwo batalionu
- 1 kompania szkolna strzelecka
  - drużyna gospodarcza
  - trzy szkolne plutony strzeleckie po trzy drużyny
- 2 kompania szkolna strzelecka
  - drużyna gospodarcza
  - dwa plutony po trzy drużyny
- kompania szkolna ckm
  - drużyna gospodarcza
  - dwa szkolne plutony ckm po trzy drużyny
  - 3 szkolny pluton broni towarzyszących
- pluton łączności

Stan osobowy
- oficerów - 21
- podoficerów zawodowych - 61
- podoficerów nadterminowych - 21
- podoficerów i szeregowców służby zasadniczej - 640

Razem - 743 żołnierzy
Obsada personalna batalionu KOP „Wołożyn” w marcu 1939
- dowódca batalionu – mjr piech. Mieczysław Sokołowski
- adiutant – kpt. piech. Stanisław Michułka
- kwatermistrz – kpt. adm. (piech.) Witold Kazimierz Weber
- oficer materiałowy – kpt. piech. Franciszek Grzegorczyk (po nim przejął funkcję por. Wacław Wawrzewski)
- lekarz – kpt. lek. Zdzisław Antoni Studzieniecki
- oficer płatnik – kpt. int. Bronisław III Kwiatkowski
- dowódca 1 kompanii szkolnej strzeleckiej – kpt. piech. Piotr Tymkiewicz (od 20 III 1939 dowódca 3 kompanii strzeleckiej)
- dowódca plutonu – por. piech. Wacław Jan Wawrzewski
- dowódca plutonu – por. piech. Bronisław Eustachy Zając
- dowódca 2 kompanii szkolnej strzeleckiej – mjr piech. Stanisław Szablowski
- dowódca plutonu – por. piech. Stanisław Skowroński
- dowódca plutonu – por. piech. Adam Waśko
- dowódca 3 kompanii strzeleckiej – kpt. piech. Zygmunt Józef Wajdowicz
- dowódca plutonu – por. piech. Antoni Łobacz
- dowódca 4 kompanii strzeleckiej – kpt. piech. Aleksander Rybnik (od 30 XI 1938)
- dowódca plutonu – por. piech. Józef Antoni Słowiński (od 20 III 1939 wz. dca 4. kompanii)
- dowódca kompanii karabinów maszynowych – kpt. piech. Karol Warth
- dowódca plutonu – por. piech. Włodzimierz Dolecki
- dowódca plutonu – por. piech. Marian Stanisław Dołhun

Obsada personalna batalionu w czerwcu 1939:
- dowódca batalionu – mjr Mieczysław Kazimierz Sokołowski
- adiutant batalionu – kpt. Stanisław Michułka[c]
- dowódca 1 kompanii szkolnej strzelców – kpt. Piotr Tymkiewicz[d]
- dowódca 2 kompanii szkolnej strzelców – mjr Stanisław Szablowski[e]
- dowódca kompanii karabinów maszynowych – kpt. Karol Warth[f]

Obsada personalna III/2 pp KOP we wrześniu 1939.
- dowódca batalionu - mjr Mieczysław Sokołowski
- oficer łączności - st. sierż. Kapłon
- dowódca 7 kompanii strzeleckiej - kpt. Piotr Tymkiewicz[g]
- dowódca 8 kompanii strzeleckiej - por. Bronisław Zając[h]
- dowódca 9 kompanii strzeleckiej - kpt. Aleksander Rybnik[i]
- dowódca 3 kompanii ckm - kpt. Karol Warth

### Żołnierze batalionu – ofiary zbrodni katyńskiej
Biogramy zamordowanych znajdują się na stronie internetowej Muzeum Katyńskiego
| Nazwisko i imię       | stopień              | zawód             | miejsce pracy przed mobilizacją | zamordowany |
| --------------------- | -------------------- | ----------------- | ------------------------------- | ----------- |
| Kłopotowski Stanisław | podporucznik rezerwy | urzędnik          | Kontrola Skarbowa               | Katyń       |
| Kubacki Walenty       | chorąży              | żołnierz zawodowy |                                 | Charków     |
| Hecht Edward          | kapitan              | żołnierz zawodowy | dca 2 kg baonu KOP Iwieniec     | Kalinin     |
| Waśko Adam            | porucznik            |                   | dowódca plutonu 2 ksz           | ULK         |